# 馬肉混入問題

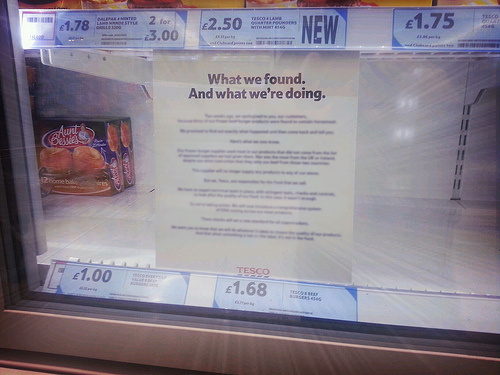
馬肉混入の問題を受けて、商品を撤去したと伝えるテスコの張り紙

馬肉混入問題（ばにくこんにゅうもんだい）は、2013年にイギリスやアイルランドで牛肉を使用したものとして販売された食品に馬肉が混入していることが発覚した問題である。
当初は馬肉を食べる「食のタブー」に係わる問題として注目されたが、生産地の偽装があわせて発覚したり、食品に意図しないまま化学物質が混入される可能性が生じるなど、食の安全性に係わる国際的な議論に発展した。

## 経緯
馬肉は、ヨーロッパ内でも食べる国と食べない国が存在する。イギリスやアイルランドでは馬肉食を特にタブー視しており、両国内における馬肉の流通量は限られている。一方、フランスやオランダ、オーストリアでは馬肉は食べられており、オランダでは一般のスーパーマーケットでも入手可能、オーストリアでは馬肉料理を出すファーストフード店もあるほど一般に流通している。
2013年1月15日、アイルランド食品安全庁は、牛肉を使用したものとして流通していたハンバーグなどからウマのDNAが検出されたと発表。改めて調査が進められた結果、テスコなど大手スーパーマーケットなどで流通していた加工肉の多くに馬肉や豚肉が混入されていたことが発覚し、商品が自主回収される騒ぎとなった。
同年2月11日、イギリスの食品基準庁は、フランスの大手冷凍食品メーカー、フィンダス社製のビーフ・ラザニア（フランス産牛肉を100%使用したと謳う食品）の中に、ほぼ馬肉100%で作られたものがあったと発表。人体に有害な動物用医薬品フェニルブタゾンが含まれている可能性を示唆し、消費者に対して食べないよう呼びかけを行った。ラザニアに用いられていた馬肉は、ルーマニア産で、複数の国の業者を手を経てフランスの加工業者の手に渡ったものと判明している。
問題は、馬肉以外にも拡大している。2013年3月15日、ノルウェーの食品安全当局は、ノルウェー国内の業者が販売していたイスラム教徒向けの羊肉から、イスラム教では禁忌とされている豚肉が5～30%混入していることが発覚、業者を告訴する事態となっている。
2013年4月16日、欧州委員会は、EU全域で行われた食肉のDNA検査の結果を発表した。牛肉入りと表示されていた製品の約5％に馬肉が使用されていたとみられ、域内では偽装表示が横行していたことが明らかになった。また、馬に使用される鎮痛剤で、人体に害を及ぼす可能性のあるフェニルブタゾンも、調査した食品のうち、0.51%の商品から発見された。
5月23日、オランダ検察は混入問題に関与した主要人物と見られる食肉卸売業所有者2人を、偽装表示して販売したとして逮捕。